# Taryn
Taryn  è un nome proprio di persona inglese maschile e femminile.

## Origine e diffusione
Questo nome venne creato da Tyrone Power e Linda Christian per la loro figlia, Taryn Power, nata nel 1953; viene talvolta considerato una forma femminile di Tyrone, ma in realtà i due attori lo coniarono combinando alcune lettere di entrambi i loro nomi.
Al nome, che è in uso per ambo i sessi, vengono talvolta dati significati improbabili, connettendolo a termini come il greco τύραννος (túrannos, "despota", "tiranno", reinterpretato però in chiave più gentile come "regina"), oppure ad altri nomi quali Taran, Terra, Tara o Karen.

## Onomastico
Non esistono sante che portano questo nome, quindi è adespota. L'onomastico può essere festeggiato in occasione di Ognissanti, il 1º novembre. 

## Persone

### Femminile
- Taryn Fiebig, soprano australiano

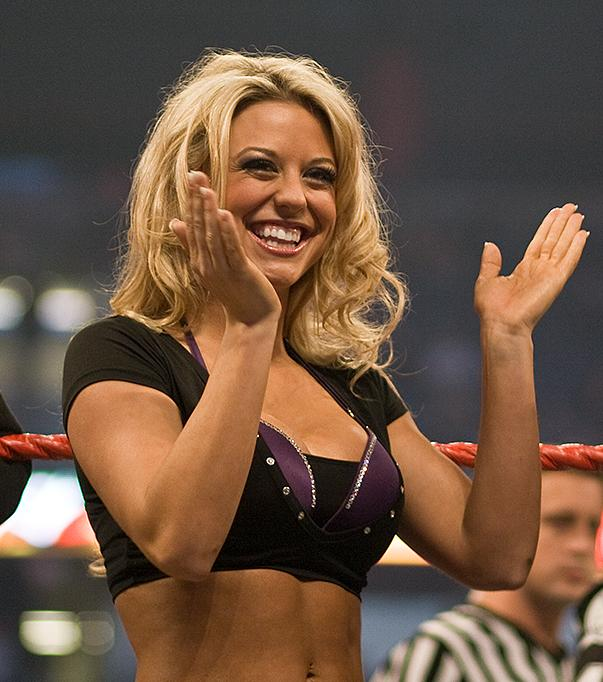
Taryn Terrell

- Taryn Manning, cantautrice, attrice e stilista statunitense
- Taryn Marler, attrice australiana
- Taryn Power, attrice e insegnante statunitense
- Taryn Simon, artista australiana
- Taryn Southern, attrice, comica e cantante statunitense
- Taryn Terrell, wrestler e modella statunitense